# Nick Cassidy
Nicholas Robert "Nick" Cassidy (Auckland, 19 de agosto de 1994), é um automobilista neozelandês que atualmente disputa a Fórmula E pela equipe Jaguar TCS Racing. Ele estreou na temporada 2020–21 pela Envision, ficando lá até 2023. Foi vice-campeão das temporadas 2022–23 e 2024–25. Venceu o Grande Prêmio da Nova Zelândia por três anos consecutivos (2012, 2013 e 2014), também conquistou o título da Toyota Racing Series em 2012 e 2013, e alcançou a "Tríplice Coroa" do automobilismo japonês ao ser campeão da Fórmula 3 Japonesa em 2015, da Super GT em 2017 e da Super Fórmula em 2019.

## Carreira

### Anos iniciais
Nick Cassidy começou sua carreira no cartismo quando tinha apenas seis anos de idade e permaneceu lá até 2010, competindo em campeonatos regionais e enfrentando seu compatriota e rival Mitch Evans. Cassidy também participou de corridas de midget-cars (carros anões) desde os oito anos de idade.
Cassidy migrou para monopostos em 2008. Depois de dirigir em campeonatos de Fórmula First, ele começou a correr nos campeonatos de Fórmula Ford na Nova Zelândia e Austrália. Em 2009, Cassidy foi vice-campeão no Campeonato de Fórmula First da Nova Zelândia e, em 2010, foi vice-campeão no Campeonato de Fórmula Ford da Nova Zelândia. Em ambas as vezes, ele foi nomeado Novato do Ano.
Cassidy começou algumas corridas no Campeonato Australiano de Fórmula Ford, no ADAC Formel Masters e na Fórmula Abarth. Ele competiu em cinco corridas na Fujitsu V8 Supercar Series.

### Toyota Racing Series
Em 2011, Cassidy começou o ano pela Giles Motorsport, na Toyota Racing Series. Após cinco pódios, ele venceu duas das três corridas no último fim de semana de corrida. Ele foi nomeado Novato do Ano e vice-campeão, atrás de seu companheiro de equipe Mitch Evans.
Em 2012, Cassidy participou da Toyota Racing Series novamente, permanecendo com a Giles Motorsport. Foi campeão com cinco vitórias, incluindo o Grande Prêmio da Nova Zelândia, e dez pódios, pontuando em todas as etapas e tendo dois oitavos lugares como piores resultados. 
Em 2013, correu pela M2 Competition. Voltou a vencer o GP da Nova Zelândia, tendo mais uma vitória e dez pódios em quinze etapas, sendo bicampeão consecutivo.
Para 2014, fez duas provas pela Neale Motorsport, com uma delas sendo o GP da Nova Zelândia, que ele venceu pela terceira vez.

### Fórmula 3

#### Fórmula 3 Europeia

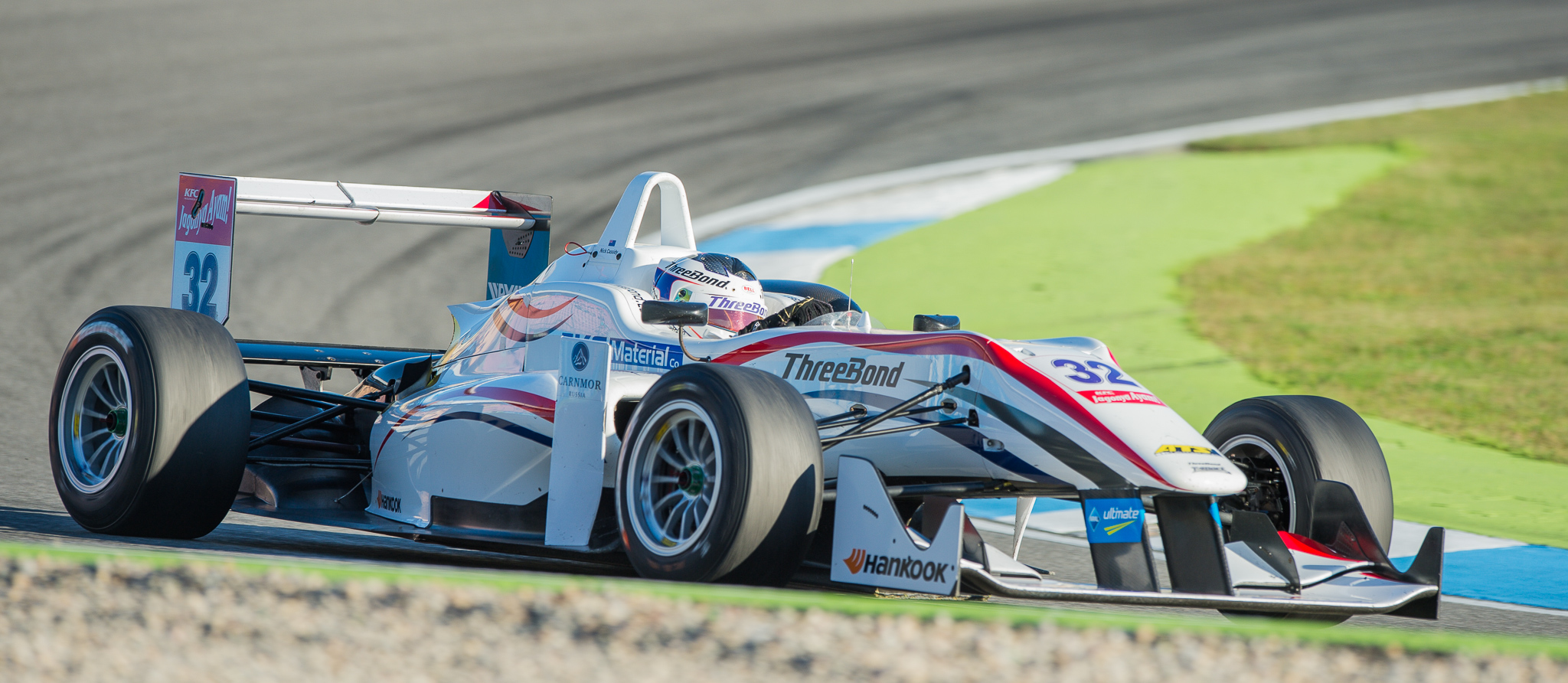
Cassidy na prova de Hockenheimring da Fórmula 3 Europeia de 2014

Em 2013, Cassidy estreou no Campeonato Europeu de Fórmula 3, pela ThreeBond Racing with T-Sport, estando nas três corridas do circuito de Norisring. Também correu pela equipe Carlin, com motor Volkswagen, nas três corridas do circuito de Hockenheimring.
No ano seguinte participou das últimas seis corridas do campeonato com a equipe ThreeBond. Em 2015 foi contratado pela Prema Powerteam, que contava com Felix Rosenqvist, Jake Dennis e Brandon Maïsano, mas Cassidy esteve apenas nas corridas do Algarve e Nürburgring. No circuito alemão conquistou os primeiros pódios na competição, ficando em segundo na corrida 1 e em terceiro na corrida 3. Terminou a temporada com 43 pontos, e a Prema o manteve para a temporada seguinte.
Em 2016, Cassidy dividiu a equipe com Lance Stroll, Ralf Aron e Maximilian Günther, e se beneficiando da hegemonia da Prema naquele ano, lutou pelo título, conquistou oito pódios e também obteve a primeira vitória na Fórmula 3 no Circuito de Zandvoort. Ele fechou a temporada em quarto lugar atrás do seu companheiro e campeão Lance Stroll, em meio a acusações de favorecimento ao canadense. George Russell, seu concorrente, chamou a atenção para o fato de que Cassidy teria desacelerado em uma corrida para permitir que Stroll o ultrapassasse e vencesse a prova. Cassidy, por sua vez, alegou ter cometido um erro com a marcha do carro.

#### Fórmula 3 Japonesa
Em 2015, mesmo ano em que corria na F3 Europeia, Cassidy participou do Campeonato Japonês de Fórmula 3 com a equipe TOM'S, sendo companheiro de Kenta Yamashita. Os dois brigaram pelo título, mas Cassidy foi superior ao acumular sete vitórias, estar no pódio por treze vezes e pontuar em todas as corridas, exceto a da abertura do campeonato em Suzuka, que ele terminou em décimo. Cassidy foi campeão ao somar 129 pontos, dezesseis a mais que Yamashita.

#### Grande Prêmio de Macau
Cassidy disputou o Grande Prêmio de Macau entre 2014 e 2016. No seu primeiro ano, correu pela ThreeBond e teve seu melhor resultado ao finalizar a prova em terceiro, abaixo de Lucas Auer e do vencedor Felix Rosenqvist, ficando acima de futuros nomes do automobilismo, como Álex Palou, Esteban Ocon e Max Verstappen. Posteriormente, o neozelandês afirmou ter tido "sorte" em terminar a prova. Em 2015, Cassidy foi um dos pilotos da TOM'S, onde terminou em 12º, à frente de Alexander Albon. Em 2016, correu pela Prema, mas não terminou a prova.

### Super GT

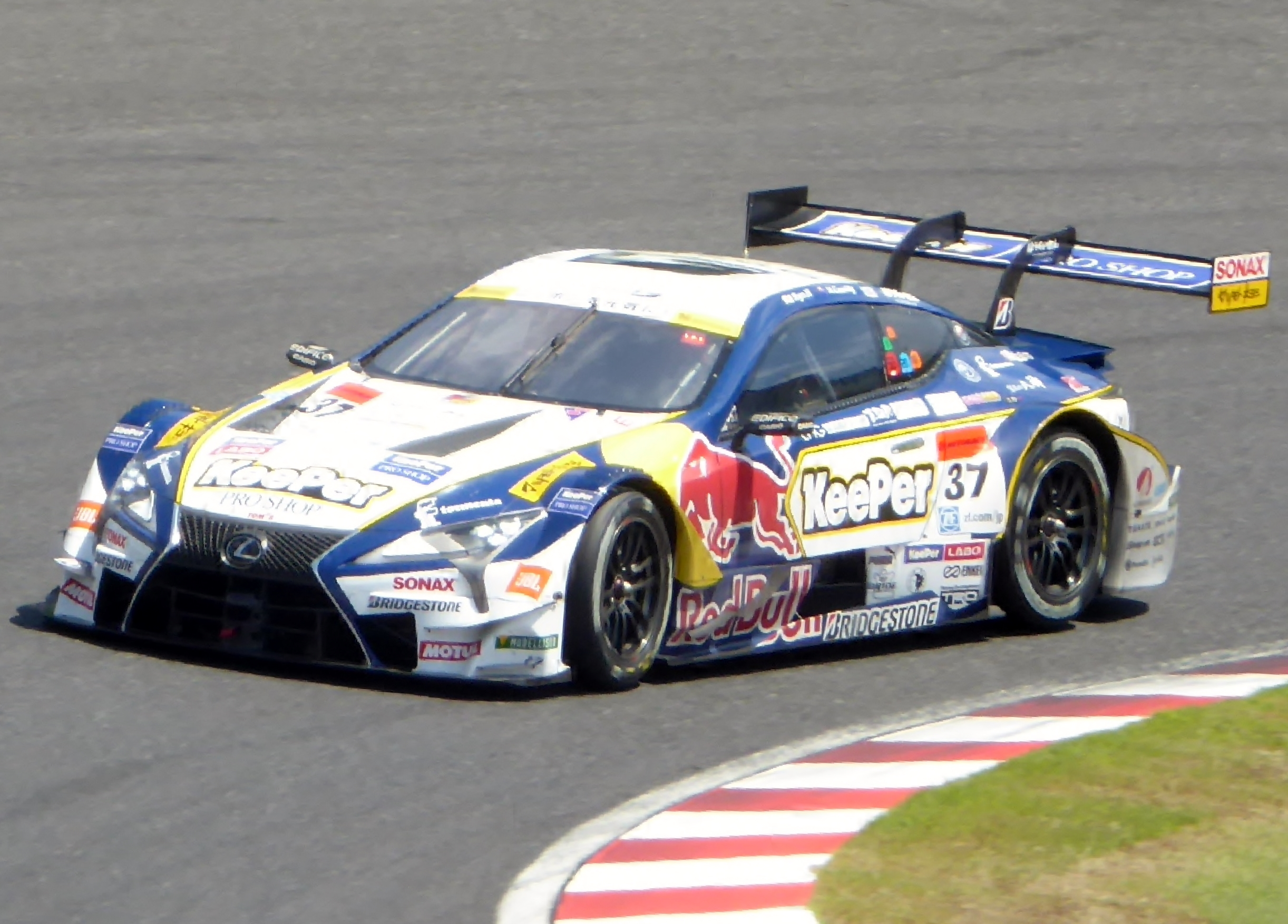
Carro de Cassidy e Hirakawa na campanha vencedora da Super GT em 2017

Em 2015 Cassidy participa do campeonato japonês Super GT. Depois de sua primeira corrida na classe GT300 com a Toyota, mudou para a Lexus e para a classe GT500 no ano seguinte. Em 2017, ao lado de Ryō Hirakawa, teve sua primeira vitória em Okayama; depois fazendo mais 3 pódios, incluindo uma vitória no circuito de Chang, a dupla se consagrou campeã em um ano praticamente perfeito, no qual eles pontuaram em todas as provas. Hirakawa e Cassidy, que nasceram em 1994 e tinham 23 anos na época, se tornaram os mais jovens campeões de GT500 da história, com o neozelandês, que era cinco meses mais novo que Hirakawa, sendo o mais jovem campeão da categoria de todos os tempos.
Foi vice-campeão em 2018, quando ele e Hirakawa tiveram quatro pódios, incluindo uma vitória em Autopolis, mas foram superados pela dupla da Kunimitsu, Naoki Yamamoto e Jenson Button, ex-campeão da F1, por apenas três pontos. O duo voltou a ter quatro pódios e uma vitória em 2019, que dessa vez veio na corrida final em Motegi, e os resultados deles ajudaram a TOM'S a ser campeã de construtores. Mas eles acabaram sendo vice-campeões pelo segundo ano consecutivo, e dessa vez, foram os japoneses da Team LeMans Kenta Yamashita e Kazuya Oshima que os superaram por uma vantagem de dois pontos.
Em 2020, a TOM'S deixou a Lexus para ir para a Toyota. O carro nº 37 vence a primeira corrida em Fuji, mas Cassidy é forçado a perder as últimas corridas da temporada, sendo substituído por Kenta Yamashita, e termina em oitavo na classificação.

### Super Fórmula Japonesa
Em 2017, além de correr no Super GT, Cassidy se inscreveu no campeonato de Super Fórmula Japonesa com a equipe Kondō Racing, mas só conseguiu um terceiro lugar em Okayama como melhor resultado. Em 2018, conseguiu sua primeira vitória no Circuito Fuji e outros três pódios, terminou a temporada em segundo, apenas um ponto atrás do campeão, Naoki Yamamoto. Em 2019 passou para a equipe TOM'S, venceu a primeira corrida da temporada em Suzuka e esteve no pódio em outras três corridas, se firmando como campeão ao final do ano, com três pontos de vantagem sobre Yamamoto. Esse título na Super Fórmula Japonesa fez com que Cassidy se tornasse um dos poucos pilotos a alcançar a "Tríplice Coroa" do automobilismo japonês.

### Fórmula E

#### Envision

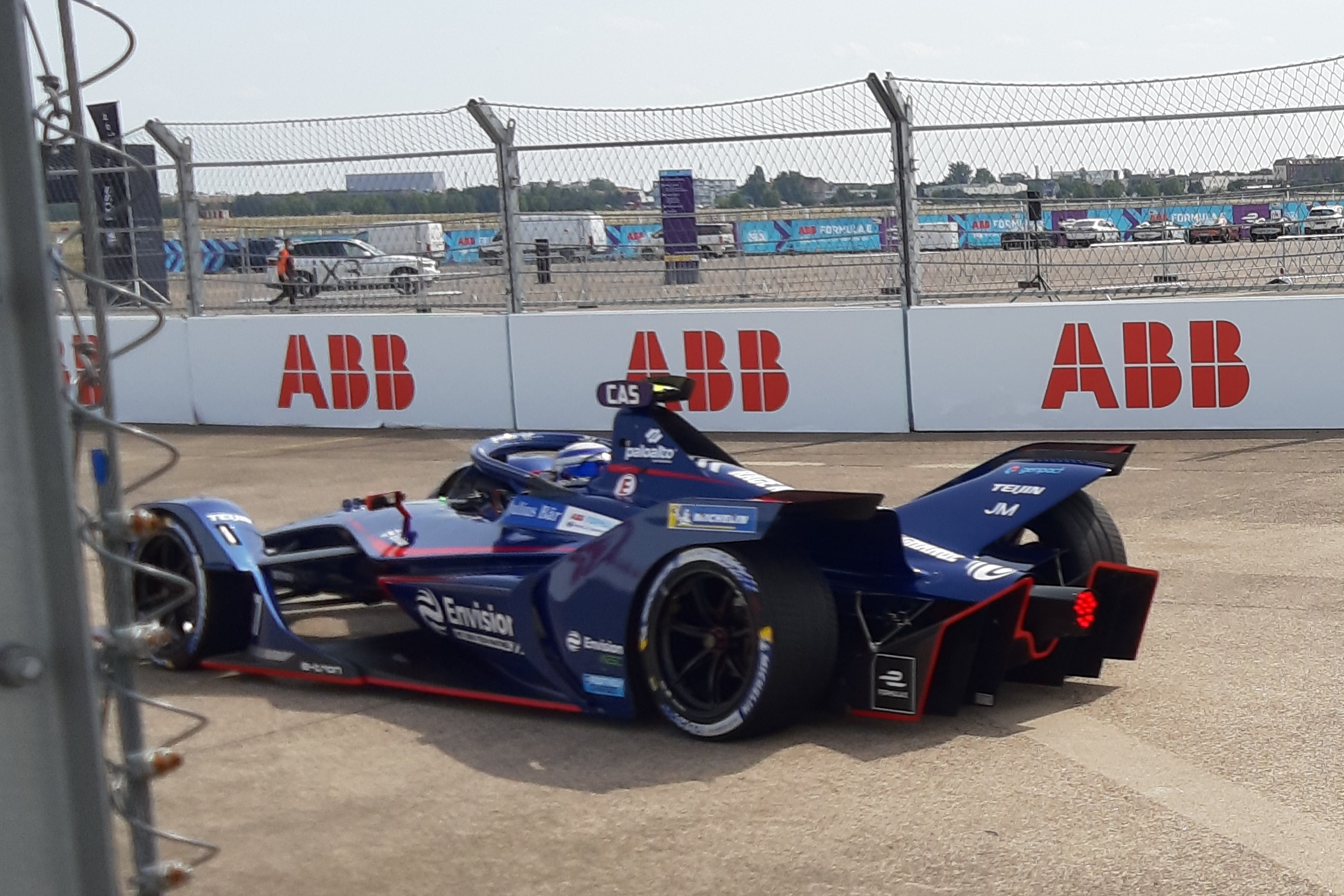
Cassidy no ePrix de Berlim de 2021

Em fevereiro de 2020, Cassidy realizou sua primeira aparição em um carro de Fórmula E, em um teste para novatos realizado após o ePrix de Marraquexe. O piloto se destacou, cravando o melhor tempo do dia e um recorde de volta. Posteriormente, em 15 de julho do mesmo ano, foi anunciado que Cassidy havia sido contratado pela equipe Envision Virgin Racing para a disputa do Campeonato Mundial de Fórmula E de 2020–21, substituindo Sam Bird. Cassidy se destacou ao fazer a pole para o ePrix de Roma, embora tenha abandonado essa prova. Pontuou pela primeira vez em Valência, se beneficiando das falhas de motores de seus adversários. No segundo ePrix de Puebla, alcançou o primeiro pódio na categoria, um terceiro lugar que mais tarde passou a ser segundo devido à punição sofrida por Pascal Wehrlein. Fez sua segunda pole em Nova Iorque, onde terminou em quarto, e na corrida 2 novaiorquina, ele terminou em segundo lugar, atrás de Sam Bird. Fechou a temporada na 15ª colocação, sendo o segundo melhor estreante do ano, e em entrevista, ele disse que podia "ficar satisfeito" com seu desempenho.

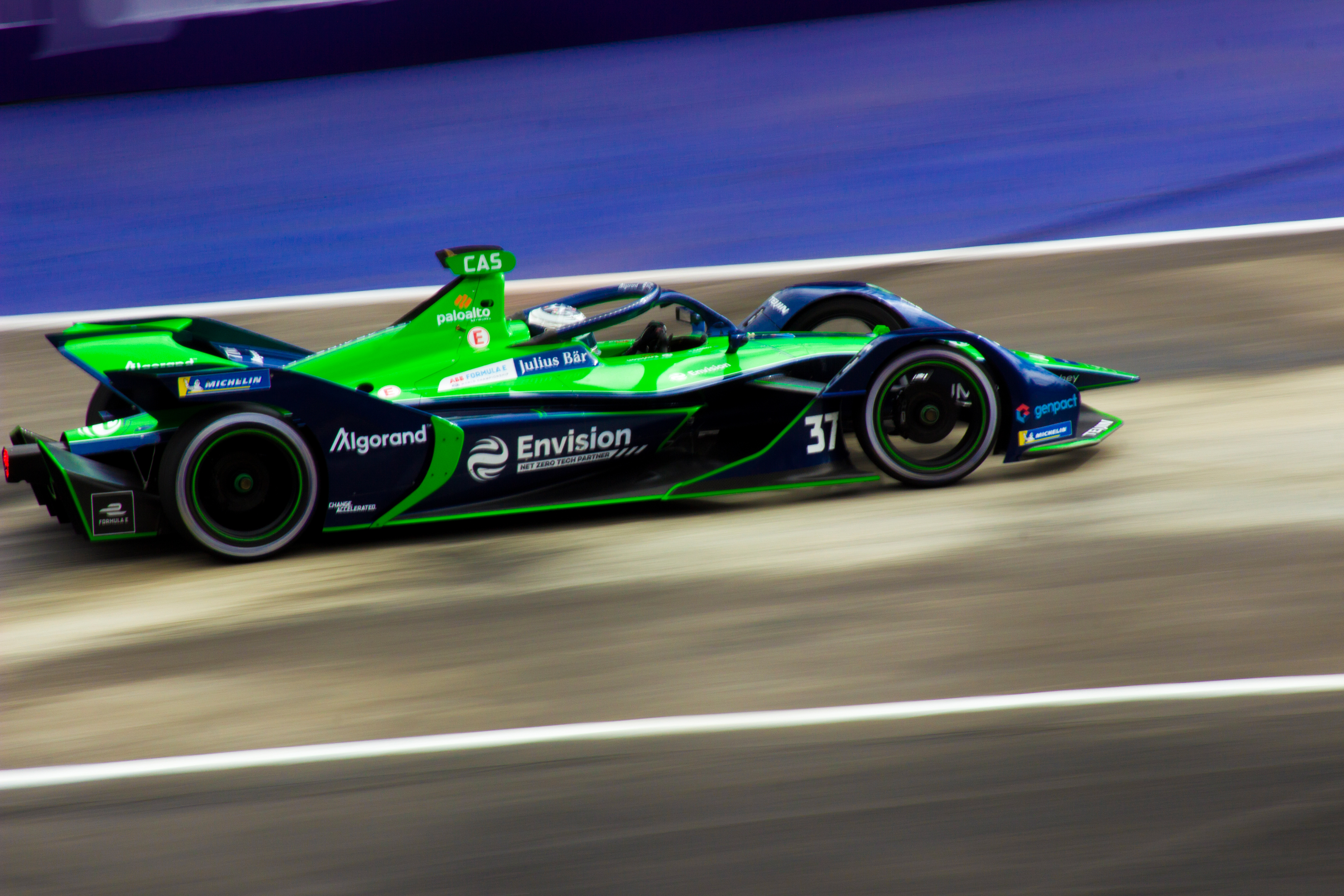
Cassidy no ePrix da Cidade do México de 2022

Cassidy permaneceu na equipe, que foi renomeada para Envision Racing, para as disputa da temporada 2021–22. Esse ano marcou a conquista da sua primeira vitória na corrida 1 em Nova Iorque, na qual ele fez a pole position e liderou desde a primeira volta. Mas faltando sete minutos para o fim, começa a chover forte e muitos pilotos acabam encostados na parede, incluindo Cassidy. Para sua sorte, a direção de prova decide exibir a bandeira vermelha, congelando assim as posições da volta anterior e dando ao neozelandês seu primeiro triunfo na F-E. Cassidy obteve mais um pódio, com o terceiro lugar no ePrix de Londres, e ficando em décimo primeiro lugar na classificação final.

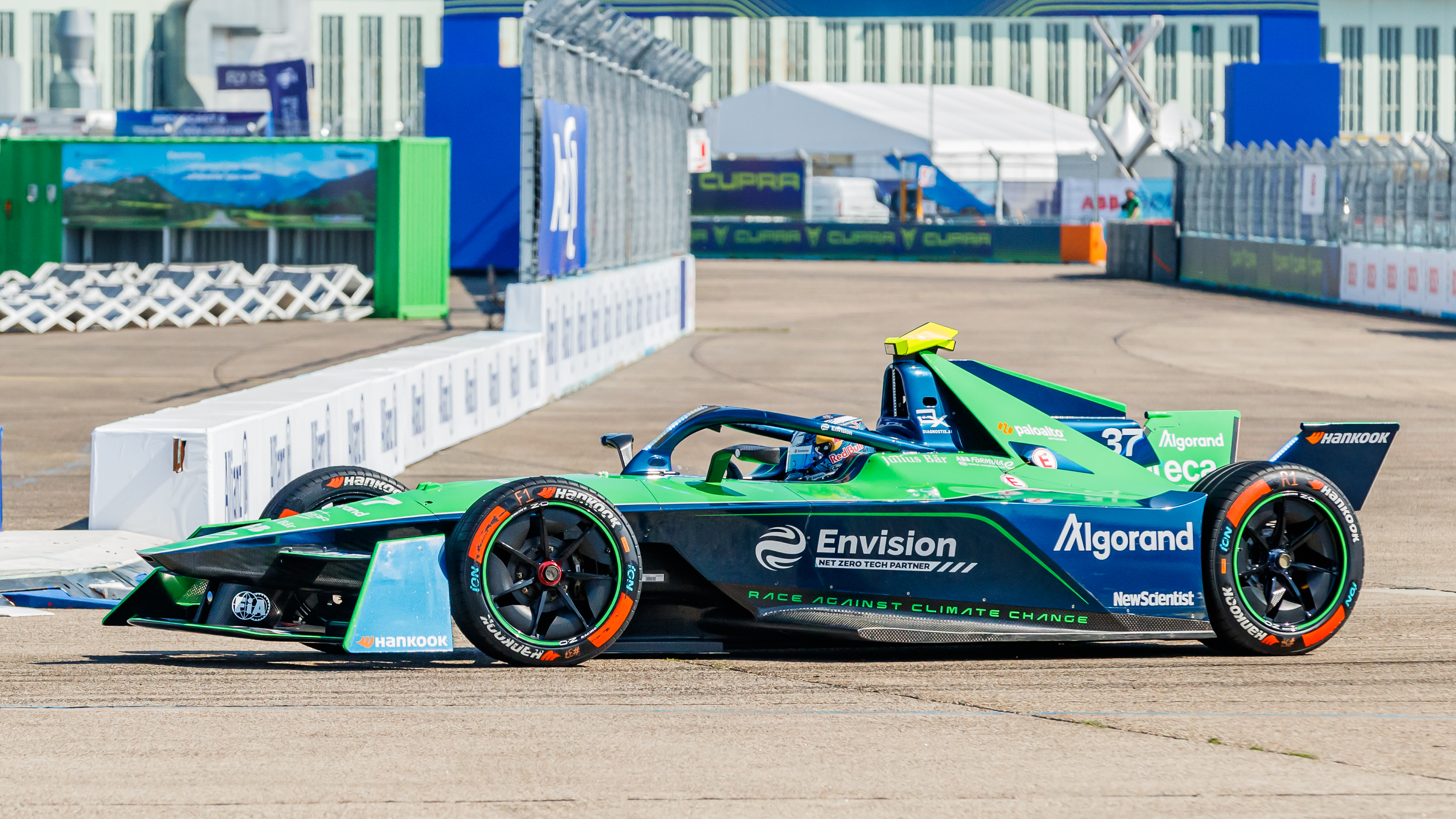
Cassidy guiando a Envision no ePrix de Berlim de 2023

Em 2022–23, Cassidy ganhou um novo companheiro de equipe, Sébastien Buemi. Foi a primeira vez que ele brigou pelo título, enfrentando rivais como Mitch Evans, Pascal Wehrlein e Jake Dennis. O neozelandês da Envision obteve oito pódios no total, com três deles sendo consecutivos, e outros quatro sendo vitórias. As primeiras, Berlim e Mônaco, vieram em sequência, e Cassidy chegou a liderar o campeonato. Ele venceu novamente em Portland e em Londres, a corrida que encerrou a temporada. Mas o título já estava encaminhado para Dennis desde a corrida 1 londrina, que Cassidy abandonou, e o neozelandês ficou com o vice-campeonato, superando seu compatriota Evans por dois pontos.

#### Jaguar

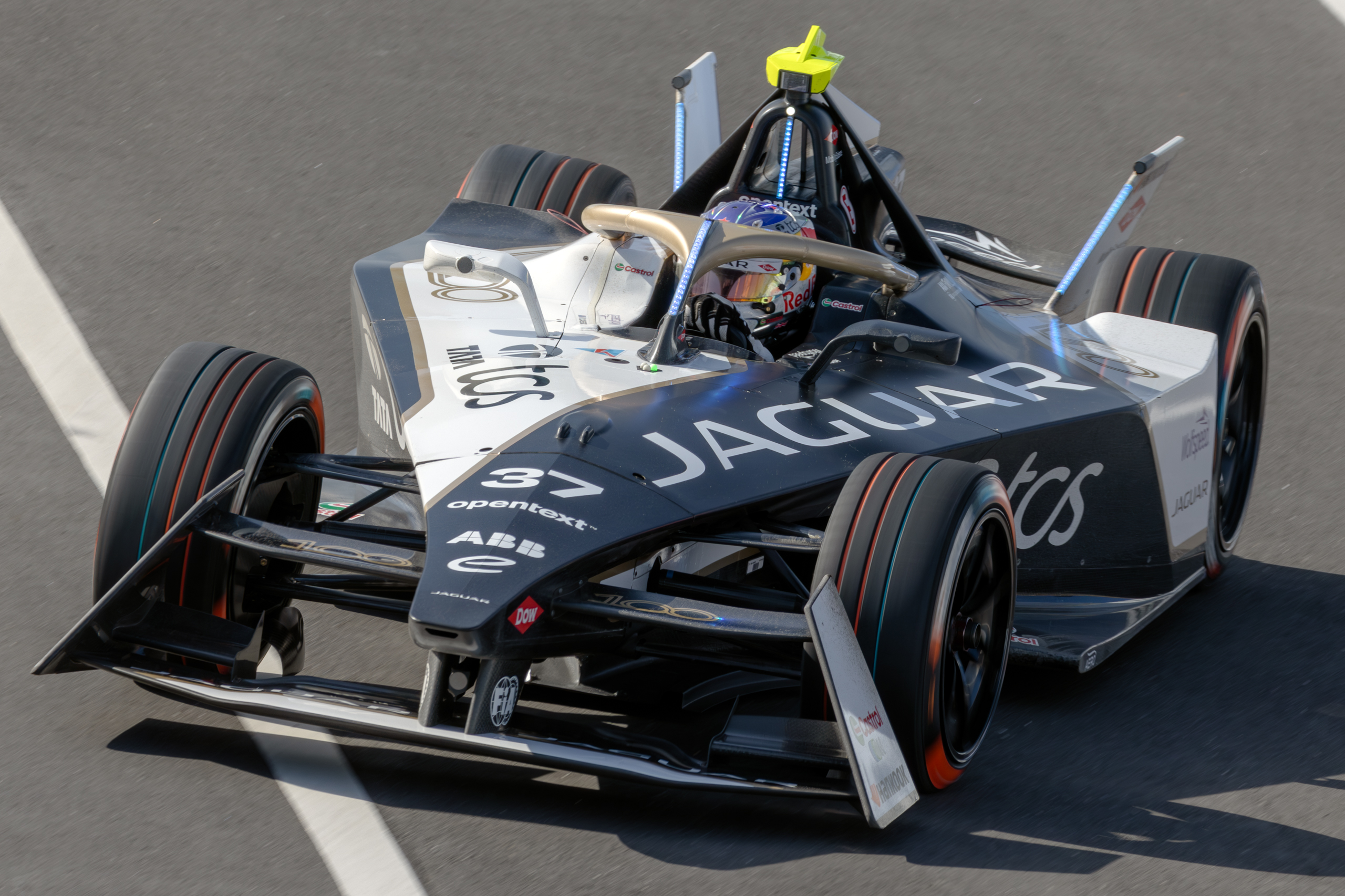
Cassidy durante os treinos do ePrix de Tóquio de 2024

Em 7 de agosto de 2023, foi anunciado a contratação de Cassidy pela equipe Jaguar TCS Racing para as disputas das temporadas seguintes, sendo companheiro de Mitch Evans. Seu desempenho no ano anterior o colocou como um dos favoritos ao título, e Nico teve um bom começo ao conseguir três pódios nas três primeiras corridas, incluindo a vitória na segunda corrida de Daria. A segunda vitória veio em Berlim, resultado que o colocou na liderança. Mas Cassidy não pontuou na rodada dupla de Portland, e perdeu o título para Pascal Wehrlein na última corrida da temporada, que ele abandonou após colidir com Maximilian Günther. Assim, Cassidy terminou a temporada em terceiro, com 176 pontos, sendo superado também por seu companheiro Evans, vice-campeão. Mas a temporada forte da dupla neozelandesa ajudou a Jaguar a ser campeã de construtores pela primeira vez na F-E.
Cassidy e Evans seguiram na Jaguar para 2024–25. Após um início irregular, Nick conquistou seu primeiro pódio com o terceiro lugar na corrida 2 de Mônaco, e na corrida 2 de Xangai, o neozelandês superou a chuva para conquistar sua primeira pole e também a sua primeira vitória do ano. O segundo triunfo veio na corrida 2 de Berlim, onde ele também anotou a melhor volta. Na corrida 1 da rodada dupla do ePrix de Londres, Cassidy saiu do quarto lugar para vencer pela terceira vez no ano. E na corrida 2, que marcou o encerramento da temporada, Cassidy ficou com a pole, lucrando com uma punição destinada a Dan Ticktum, e dominou a corrida para vencer e se garantir como vice-campeão. O neozelandês somou 153 pontos, batendo Wehrlein por oito pontos, mas ficando 31 pontos distante do campeão Oliver Rowland. No duelo interno da Jaguar, Cassidy somou mais que o dobro da pontuação de seu conterrâneo Evans, que foi apenas o 13º colocado.
Rumores sobre a saída de Cassidy da Jaguar começaram a ser ventilados em maio de 2025, e em julho, a equipe confirmou que Cassidy encerraria seu vínculo com eles ao final da temporada.

### DTM
Cassidy fez sua estreia no Deutsche Tourenwagen Masters para uma entrada combinada da AF Corse e da Red Bull Racing, substituindo o piloto reserva da Red Bull, Alexander Albon, na rodada final da temporada de 2021 em Norisring.
Ele dirigiu a Ferrari 488 GT3s da equipe AF Corse apoiada pela AlphaTauri na temporada de 2022, sendo companheiro de Felipe Fraga. Dados os compromissos do Campeonato Mundial de Endurance, o neozelandês é obrigado a falhar várias etapas, mesmo assim, conquistou duas vitórias, a primeira em Spa-Francorchamps e a segunda no Red Bull Ring.

### Corridas de resistência

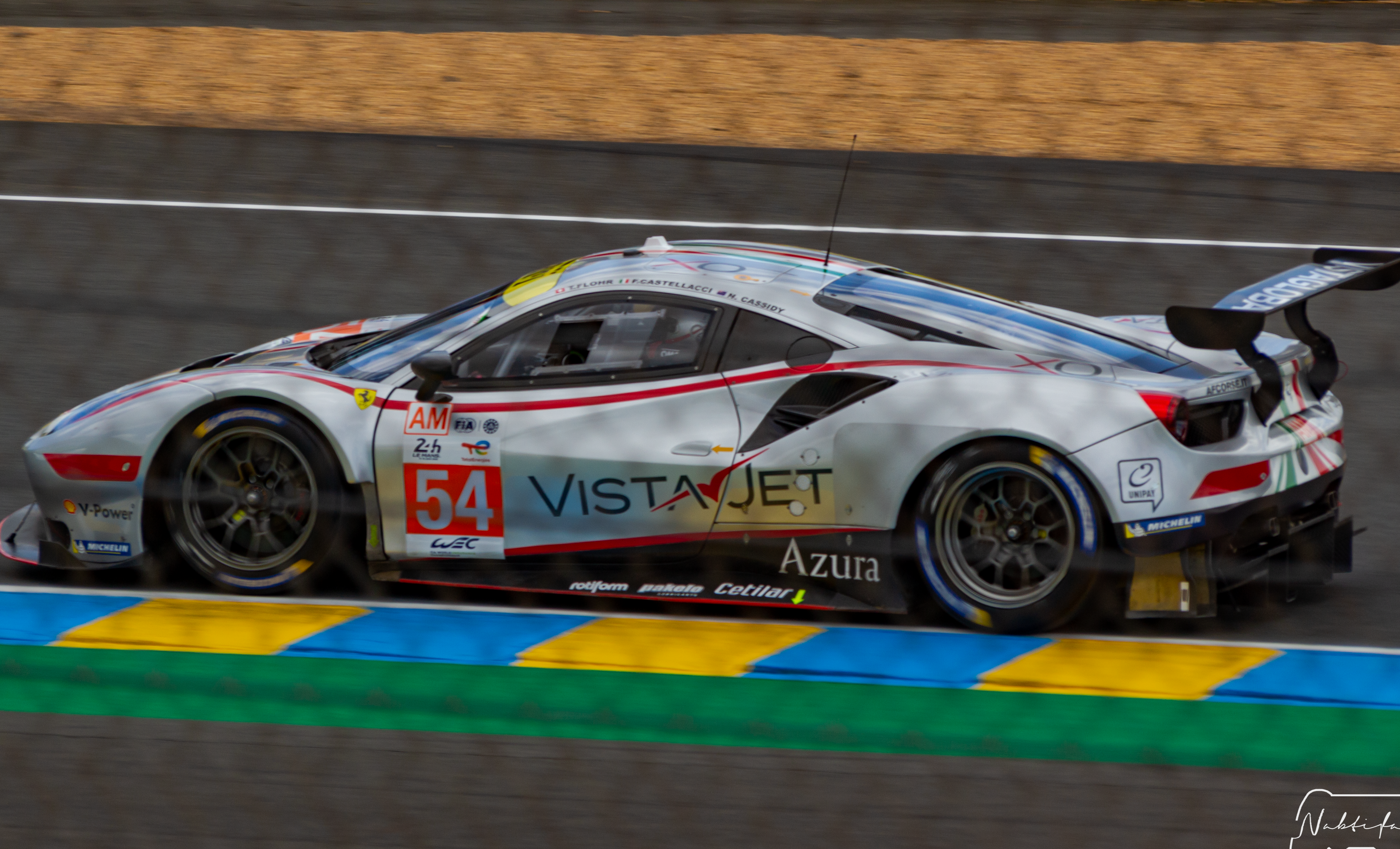
Carro de Cassidy nas 24 Horas de Le Mans de 2022

Em 2021, Cassidy participou das 24 Horas de Le Mans na categoria LMGTE Pro, pilotando o Porsche 911 RSR-19, com a equipe Hub Auto Racing e tendo como copilotos Heikki Kovalainen e Dries Vanthoor. O trio terminou em sétimo lugar em sua categoria.
Fez parceria com a equipe AF Corse no Mundial de Endurance de 2022, pilotando a Ferrari 488 GTE Evo na classe LMGTE Am ao lado de Francesco Castellacci e Thomas Flohr. O neozelandês esteve em todas as provas, exceto as 6 Horas de Fuji onde é substituído pelo italiano Davide Rigon. Em Le Mans, seu trio foi o sexto colocado em sua classe.